# پایگاه هوایی مریدیان
پایگاه هوایی مریدیان (به انگلیسی: Naval Air Station Meridian) (به زبان بومی: McCain Field) یک فرودگاه است که یک باند فرود بتن دارد و طول باند آن ۲۴۳۹ متر است. این فرودگاه در کشور ایالات متحده آمریکا قرار دارد .